# Cathayopterus
Cathayopterus is  een geslacht van uitgestorven pterosauriërs behorend tot de Pterodactyloidea dat tijdens het Vroeg-Krijt leefde in het huidige China. De enige benoemde soort is Cathayopterus grabaui.

## Vondst en naamgeving
De typesoort Cathayopterus grabaui is in 2006 benoemd en beschreven door Wang Xiaolin en Zhou Zhonge. De geslachtsnaam is afgeleid van Kathay, de middeleeuwse westerse naam voor China en een gelatiniseerd Klassiek Grieks pteron, 'vleugel'. De soortaanduiding eert de Amerikaanse geoloog Amadeus William Grabau die de geologie van Noord-China voor het eerst gedetailleerd in kaart bracht. De naam werd het eerst onbeschreven vermeld in een iets vroegere publicatie van Wang en gold daarom in het Westen enkele jaren als nomen nudum totdat men zich van de andere publicatie, een artikel in een boek, bewust werd; informatie over de soort is daarom nog steeds schaars.
Het holotype van Cathayopterus, IVPP V13756, is gevonden in de Dawangzhangziafzetting van de middelste Yixianformatie in Liaoning bij het dorp Fanzhangzi. Het bestaat uit een schedel met onderkaken.

## Beschrijving
Boven- en onderkaken zijn zeer langgerekt en aan hun verbrede uiteinden voorzien van talrijke lange tanden. De snuitlengte bedraagt meer dan de helft van de schedellengte. Alle tanden bevinden zich vóór de fenestra nasoantorbitalis. De tanden zijn slank en worden naar achteren toe kleiner. Verder veranderen ze niet van proportie.

## Fylogenie
Wang plaatste de soort in de Ctenochasmatidae; dit werd bevestigd door een kladistische analyse van Lü Junchang in 2007.
Het onderstaande cladogram volgt een fylogenetische analyse die door Lü en collega's in 2016 werd bevestigd. Zij vonden Cathayopterus als een basaal lid van de Ctenochasmatidae. 
|  | Cearadactylus            |
|  |                          |
|  | Gnathosaurus             |
|  |                          |
|  | Pterodactylus longicolum |
|  |                          |

|  | Pterofiltrus      |
|  |                   |
|  | Gladocephaloideus |
|  |                   |

|  | Elanodactylus |
|  |               |
|  | Beipiaopterus |
|  |               |
|  | Feilongus     |
|  |               |
|  | Moganopterus  |
|  |               |

|  | Pterofiltrus      |
|  |                   |
|  | Gladocephaloideus |
|  |                   |

|  | Elanodactylus |
|  |               |
|  | Beipiaopterus |
|  |               |
|  | Feilongus     |
|  |               |
|  | Moganopterus  |
|  |               |

|  | Cearadactylus            |
|  |                          |
|  | Gnathosaurus             |
|  |                          |
|  | Pterodactylus longicolum |
|  |                          |

|  | Pterofiltrus      |
|  |                   |
|  | Gladocephaloideus |
|  |                   |

|  | Elanodactylus |
|  |               |
|  | Beipiaopterus |
|  |               |
|  | Feilongus     |
|  |               |
|  | Moganopterus  |
|  |               |

|  | Pterofiltrus      |
|  |                   |
|  | Gladocephaloideus |
|  |                   |

|  | Elanodactylus |
|  |               |
|  | Beipiaopterus |
|  |               |
|  | Feilongus     |
|  |               |
|  | Moganopterus  |
|  |               |

## Levenswijze
Wang stelde dat de soort een levenswijze bezat als filteraar uit het water van ongewervelden. 